# 藤波光忠
藤波 光忠（ふじなみ みつただ）は、江戸時代後期の日本の公卿、神宮祭主。

## 生涯
神宮祭主藤波寛忠の子として、寛政4年（1792年）に生まれる。
寛政8年（1796年）、5歳で叙爵される。寛政12年（1800年）、元服、昇殿を許され、同日従五位上神祇権大副となった。文化3年（1806年）、父より祭主職を譲られる。文化9年（1812年）、21歳で従三位に叙され、公卿に列せられた。
天保10年、祭主職を子の教忠に譲る。天保15年（弘化元年、1844年）、53歳で薨去した。

## 官歴
| - 寛政8年5月10日（1796年6月15日）、従五位下 - 寛政12年9月28日（1800年11月14日）、従五位上、神祇権大副 - 享和3年2月3日（1803年3月25日）、正五位下 - 享和3年8月10日（1803年9月25日）、右兵衛佐を兼任 - 文化3年1月18日（1806年3月7日）、従四位下 - 文化3年8月11日（1806年9月22日）、祭主 - 文化4年9月1日（1807年10月2日）、造両太神宮使に補任 - 文化6年1月17日（1809年3月2日）、従四位上 - 文化6年2月7日（1809年3月22日）、造宮使辞任、服解 - 文化6年3月27日（1809年5月11日）、除服出仕復任 - 文化6年8月7日（1809年9月16日）、正四位下 | - 文化9年1月20日（1812年3月3日）、従三位、神祇権大副如旧 - 文化13年12月8日（1817年1月24日）、正三位 - 文政7年1月5日（1824年2月4日）、造宮使に還任 - 文政7年5月27日（1824年6月23日）、造宮使を辞任 - 文政7年9月1日（1824年10月22日）、造宮使に還任 - 文政7年11月19日（1825年1月7日）、神祇大副へ転任 - 文政7年11月24日（1825年1月12日）、造宮使を辞任、服解 - 文政8年1月20日（1825年3月9日）、除服出仕復任 - 文政8年12月23日（1826年1月30日）、造宮使に還任 - 文政11年8月12日（1828年9月20日）、造宮使を辞任 - 文政11年11月13日（1828年12月19日）、造宮使に還任 - 天保2年12月1日（1832年1月3日）、従二位 - 天保10年8月11日（1839年9月18日）、祭主を譲任 - 天保15年6月22日（1844年8月5日）、神祇大副を辞任 |

## 系譜
- 父：藤波寛忠
- 母：中山砥豫子 - 中山愛親女
  - 兄弟：三室戸陳光、澤量行、ほか
  - 姉妹：歌橋、ほか
- 妻：市橋津子 - 市橋長昭女[注 9]
- 妻：吉野はな - 吉野周悦女
  - 男子：藤波教忠
- 妻：清姫 - 山内豊敬女、山内豊策養女

### 伝承
光忠には奈保子（なほこ）という娘がおり、遷宮勅使庭田重胤が明治元年（1868年）の参向してから寵愛を受けて、私通の末誕生した子供が竹内巨麿であるという。この奈保子は、明治8年（1875年）3月18日に巨麿と従者を連れ花見に出かけたが、暴漢に襲われて亡くなった。しかしこれらには史的根拠が無く、藤原明は、出自を伊勢神宮に求めたという点に注目するべきだとしている。